# CFHR2
Protein liên quan yếu tố bổ thể H 2 (tiếng Anh: Complement factor H-related protein 2) là protein ở người được mã hóa bởi gen CFHR2.